# Championnat d'Afrique de beach soccer 2015
Navigation
2013 2016 Lagos
Le Championnat d'Afrique de beach soccer 2015 est la 7e édition de la plus grande compétition pour les sélections nationales de beach soccer membres de la Confédération africaine de football. Les deux premières places sont qualificatives pour la Coupe du monde 2015.
L’équipe de Madagascar et le Sénégal ont composté leurs billets pour la Coupe du monde de beach soccer 2015 au Portugal. Les deux nations ont assuré leur participation en se qualifiant pour la finale de la compétition qualificative de la CAF, disputée au Seychelles, à Roche Caiman.

## Qualifications
19 équipes participent aux qualifications qui sont prévues en deux tours aller-retour entre février et mars 2015. Les matchs sont annoncés par la Confédération africaine de football.
Les 7 vainqueurs du deuxième tour de qualification rejoignent en phase finale à Roche Caiman le pays hôte le Seychelles.

### Premier tour
Les matchs aller du premier tour se sont déroulés du 13 au 15 février 2015 tandis que les matchs retours ont eu lieu du 20 au 22 février 2015.
| Tunisie  | Forfait | Mali       | -   | -     |
| Soudan   | Forfait | Djibouti   | -   | -     |
| Cameroun | Forfait | Ouganda    | -   | -     |
| Kenya    | 9-12    | Tanzanie   | 3-5 | 6 - 7 |
| Maurice  | 7-6     | Mozambique | 2-4 | 5-2   |

### Deuxième tour
Les matchs aller se sont déroulés du 13 au 15 mars 2015 et les matchs retour ont eu lieu du 20 au 22 mars 2015.
| Mali       | Forfait | Sénégal        | -   | -      |
| Djibouti   | 1-16    | Maroc          | -   | 1-16   |
| Ouganda    | 8-21    | Ghana          | 6-9 | 2- 12  |
| Tanzanie   | 6-15    | Égypte         | 2-6 | 4 - 9  |
| Maurice    | 6-18    | Côte d'Ivoire  | 4-6 | 2 - 12 |
| Madagascar | 9-3     | Afrique du Sud | 5-1 | 4-2    |
| Nigeria    | Forfait | Libye          | -   | -      |

### Équipes qualifiées
| Équipe        | Position                      | Participation | Meilleur résultat            |
| ------------- | ----------------------------- | ------------- | ---------------------------- |
| Sénégal       | Vainqueur de l'édition 2013   | 6e            | Vainqueur (2008, 2011, 2013) |
| Nigeria       | Demi-final de l'édition 2013  | 7e            | Vainqueur (2007, 2009)       |
| Côte d'Ivoire | Finaliste de l'édition 2013   | 7e            | Finaliste (2009, 2013)       |
| Égypte        | Sixième de l'édition 2013     | 7e            | Troisième (2006, 2011)       |
| Maroc         | Troisième de l'édition 2013   | 5e            | Troisième (2013)             |
| Madagascar    | Demi-finale de l'édition 2013 | 3e            | 4e de l'édition (2011)       |
| Ghana         | Huitième de l'édition 2013    | 2e            | Huitième de l'édition 2013   |
| Seychelles    | Pays hôte                     | 1er           |                              |

## Ville et site
| [[Fichier:Seychelles location map.svg\|350px\|{{#if:\|{{{alt}}}\|Ville hôte de la compétition est dans la page Seychelles.]]Roche Caiman Ville hôte de la compétition (Seychelles) |

La ville de Roche Caiman accueille la compétition, au sein du Roche Caiman Sports Complex.

## Tirage au sort
La CAF dévoile la procédure des tirages au sort ainsi que la composition des 4 chapeaux.
Le tirage au sort a eu lieu le 5 avril 2015.
| Chapeau 1  | Chapeau 2 | Chapeau 3     | Chapeau 4 |
| ---------- | --------- | ------------- | --------- |
| Seychelles | Nigeria   | Côte d'Ivoire | Égypte    |
| Sénégal    | Maroc     | Madagascar    | Ghana     |

## Compétition

### Phase de groupes

#### Groupe A
| Rang | Équipe        | Pts | J | G | N | P | Bp | Bc | Diff |
| ---- | ------------- | --- | - | - | - | - | -- | -- | ---- |
| 1    | Nigeria       | 8   | 3 | 2 | 0 | 0 | 21 | 8  | +13  |
| 2    | Côte d'Ivoire | 4   | 3 | 1 | 1 | 1 | 11 | 11 | 0    |
| 3    | Égypte        | 3   | 3 | 1 | 1 | 1 | 9  | 9  | 0    |
| 4    | Seychelles    | 0   | 3 | 0 | 0 | 3 | 4  | 17 | -13  |

- Sélection qualifiée pour les demi-finales
- Sélection qualifiée pour les matchs de classement

| 14 avril 2015 | Seychelles | 1 – 10 | Nigeria | Roche Caiman Sports Complex, Roche Caiman |
| 17 h 30 UTC+4 |            |        |         |                                           |

| 14 avril 2015 | Égypte          | 3 – 3 | Côte d'Ivoire | Roche Caiman Sports Complex, Roche Caiman |
| 18 h 45 UTC+4 |                 |       |               |                                           |
|               | Tirs au but 1-3 |       |               |                                           |

| 15 avril 2015 | Nigeria | 4 – 1 | Égypte | Roche Caiman Sports Complex, Roche Caiman |
| 15 h 30 UTC+4 |         |       |        |                                           |

| 15 avril 2015 | Côte d'Ivoire | 2 – 1 | Seychelles | Roche Caiman Sports Complex, Roche Caiman |
| 16 h 15 UTC+4 |               |       |            |                                           |

| 16 avril 2015 | Seychelles | 2 – 5 | Égypte | Roche Caiman Sports Complex, Roche Caiman |
| 15 h 30 UTC+4 |            |       |        |                                           |

| 16 décembre 2015 | Nigeria | 7 – 6 | Côte d'Ivoire | Roche Caiman Sports Complex, Roche Caiman |
| 16 h 15 UTC+4    |         |       |               |                                           |

#### Groupe B
| Rang | Équipe     | Pts | J | G | N | P | Bp | Bc | Diff |
| ---- | ---------- | --- | - | - | - | - | -- | -- | ---- |
| 1    | Madagascar | 8   | 3 | 2 | 0 | 0 | 20 | 11 | +9   |
| 2    | Sénégal    | 3   | 3 | 1 | 0 | 2 | 12 | 11 | +1   |
| 3    | Maroc      | 3   | 3 | 1 | 0 | 2 | 13 | 18 | -5   |
| 4    | Ghana      | 3   | 3 | 1 | 0 | 2 | 12 | 17 | -5   |

- Sélection qualifiée pour les demi-finales
- Sélection qualifiée pour les matchs de classement

| 14 avril 2015 | Sénégal | 7 – 3 | Maroc | Roche Caiman Sports Complex, Roche Caiman |
| 15 h 0 UTC+4  |         |       |       |                                           |

| 14 avril 2015 | Ghana | 4 – 9 | Madagascar | Roche Caiman Sports Complex, Roche Caiman |
| 16 h 15 UTC+1 |       |       |            |                                           |

| 15 avril 2015 | Maroc | 5 – 3 | Ghana | Roche Caiman Sports Complex, Roche Caiman |
| 17 h 30 UTC+4 |       |       |       |                                           |

| 15 avril 2015 | Madagascar | 3 – 2 | Sénégal | Roche Caiman Sports Complex, Roche Caiman |
| 18 h 45 UTC+4 |            |       |         |                                           |

| 16 avril 2015 | Sénégal | 3 – 5 | Ghana | Roche Caiman Sports Complex, Roche Caiman |
| 17 h 30 UTC+4 |         |       |       |                                           |

| 16 avril 2015 | Maroc | 5 – 8 | Madagascar | Roche Caiman Sports Complex, Roche Caiman |
| 18 h 45 UTC+4 |       |       |            |                                           |

### Matchs de classement de la5eà la8eplace
|  | Matchs de classement                                              | Matchs de classement                                     | Matchs de classement                                     | Matchs de classement                                     |                        |        | Match pour la 5e place                                            | Match pour la 5e place                                            | Match pour la 5e place                                            | Match pour la 5e place                                            |
|  |                                                                   |                                                          |                                                          |                                                          |                        |        |                                                                   |                                                                   |                                                                   |                                                                   |
|  | 18 avril 2015, Roche Caiman Sports Complex, Roche Caiman          | 18 avril 2015, Roche Caiman Sports Complex, Roche Caiman | 18 avril 2015, Roche Caiman Sports Complex, Roche Caiman | 18 avril 2015, Roche Caiman Sports Complex, Roche Caiman |                        |        | 19 avril 2015 (UTC+4) - Roche Caiman Sports Complex, Roche Caiman | 19 avril 2015 (UTC+4) - Roche Caiman Sports Complex, Roche Caiman | 19 avril 2015 (UTC+4) - Roche Caiman Sports Complex, Roche Caiman | 19 avril 2015 (UTC+4) - Roche Caiman Sports Complex, Roche Caiman |
|  | Égypte                                                            | Égypte                                                   | 6                                                        | 6                                                        |                        |        | 19 avril 2015 (UTC+4) - Roche Caiman Sports Complex, Roche Caiman | 19 avril 2015 (UTC+4) - Roche Caiman Sports Complex, Roche Caiman | 19 avril 2015 (UTC+4) - Roche Caiman Sports Complex, Roche Caiman | 19 avril 2015 (UTC+4) - Roche Caiman Sports Complex, Roche Caiman |
|  | Égypte                                                            | Égypte                                                   | 6                                                        | 6                                                        |                        |        | 19 avril 2015 (UTC+4) - Roche Caiman Sports Complex, Roche Caiman | 19 avril 2015 (UTC+4) - Roche Caiman Sports Complex, Roche Caiman | 19 avril 2015 (UTC+4) - Roche Caiman Sports Complex, Roche Caiman | 19 avril 2015 (UTC+4) - Roche Caiman Sports Complex, Roche Caiman |
|  | Ghana                                                             | Ghana                                                    | 5                                                        | 5                                                        |                        |        | 19 avril 2015 (UTC+4) - Roche Caiman Sports Complex, Roche Caiman | 19 avril 2015 (UTC+4) - Roche Caiman Sports Complex, Roche Caiman | 19 avril 2015 (UTC+4) - Roche Caiman Sports Complex, Roche Caiman | 19 avril 2015 (UTC+4) - Roche Caiman Sports Complex, Roche Caiman |
|  | Ghana                                                             | Ghana                                                    | 5                                                        | 5                                                        | Égypte                 | Égypte | 1                                                                 | 1                                                                 |                                                                   |                                                                   |
|  | 18 avril 2015, Roche Caiman Sports Complex, Roche Caiman          |                                                          |                                                          |                                                          | Égypte                 | Égypte | 1                                                                 | 1                                                                 |                                                                   |                                                                   |
|  |                                                                   |                                                          | Maroc                                                    | Maroc                                                    | 3                      | 3      |                                                                   |                                                                   |                                                                   |                                                                   |
|  | Maroc                                                             | Maroc                                                    | Maroc                                                    | Maroc                                                    | 3                      | 3      | 5                                                                 | 5                                                                 |                                                                   |                                                                   |
|  | Maroc                                                             | Maroc                                                    |                                                          |                                                          |                        |        |                                                                   | 5                                                                 |                                                                   |                                                                   |
|  | Seychelles                                                        | Seychelles                                               | 1                                                        | 1                                                        |                        |        |                                                                   |                                                                   |                                                                   |                                                                   |
|  | Seychelles                                                        | Seychelles                                               | 1                                                        | 1                                                        | Match pour la 7e place |        |                                                                   |                                                                   |                                                                   |                                                                   |
|  |                                                                   |                                                          |                                                          |                                                          |                        |        |                                                                   |                                                                   |                                                                   |                                                                   |
|  | 19 avril 2015 (UTC+4) - Roche Caiman Sports Complex, Roche Caiman |                                                          |                                                          |                                                          |                        |        |                                                                   |                                                                   |                                                                   |                                                                   |
|  | Ghana                                                             | Ghana                                                    | 12                                                       | 12                                                       |                        |        |                                                                   |                                                                   |                                                                   |                                                                   |
|  | Ghana                                                             | Ghana                                                    | 12                                                       | 12                                                       |                        |        |                                                                   |                                                                   |                                                                   |                                                                   |
|  | Seychelles                                                        | Seychelles                                               | 1                                                        | 1                                                        |                        |        |                                                                   |                                                                   |                                                                   |                                                                   |
|  | Seychelles                                                        | Seychelles                                               | 1                                                        | 1                                                        |                        |        |                                                                   |                                                                   |                                                                   |                                                                   |

#### Matchs de classement
| 18 avril 2015 | Égypte | 6 - 5 | Ghana | Roche Caiman Sports Complex, Roche Caiman |  |
|               |        |       |       |                                           |  |

| 18 avril 2015 | Maroc | 5 - 1 | Seychelles | Roche Caiman Sports Complex, Roche Caiman |
| 16 h 15 UTC+1 |       |       |            |                                           |

#### Match pour la septièmes place
| 19 avril 2015 | Ghana | 12 - 1 | Seychelles | Roche Caiman Sports Complex, Roche Caiman |
| 15 h 0 UTC+4  |       |        |            |                                           |

#### Match pour la cinquième place
| 19 avril 2015 | Égypte | 1 – 3 | Maroc | Roche Caiman Sports Complex, Roche Caiman |
| 16 h 15 UTC+4 |        |       |       |                                           |

### Tableau final
|  | Demi-finales                                        | Demi-finales  | Demi-finales  | Demi-finales  |                               |         | Finale                                              | Finale                                              | Finale                                              | Finale                                              |
|  |                                                     |               |               |               |                               |         |                                                     |                                                     |                                                     |                                                     |
|  | 18 avril 2015                                       | 18 avril 2015 | 18 avril 2015 | 18 avril 2015 |                               |         | 19 avril 2015 (UTC+4) - Roche Caiman Sports Complex | 19 avril 2015 (UTC+4) - Roche Caiman Sports Complex | 19 avril 2015 (UTC+4) - Roche Caiman Sports Complex | 19 avril 2015 (UTC+4) - Roche Caiman Sports Complex |
|  | Nigeria                                             | Nigeria       | 3             | 3             |                               |         | 19 avril 2015 (UTC+4) - Roche Caiman Sports Complex | 19 avril 2015 (UTC+4) - Roche Caiman Sports Complex | 19 avril 2015 (UTC+4) - Roche Caiman Sports Complex | 19 avril 2015 (UTC+4) - Roche Caiman Sports Complex |
|  | Nigeria                                             | Nigeria       | 3             | 3             |                               |         | 19 avril 2015 (UTC+4) - Roche Caiman Sports Complex | 19 avril 2015 (UTC+4) - Roche Caiman Sports Complex | 19 avril 2015 (UTC+4) - Roche Caiman Sports Complex | 19 avril 2015 (UTC+4) - Roche Caiman Sports Complex |
|  | Sénégal                                             | Sénégal       | 4             | 4             |                               |         | 19 avril 2015 (UTC+4) - Roche Caiman Sports Complex | 19 avril 2015 (UTC+4) - Roche Caiman Sports Complex | 19 avril 2015 (UTC+4) - Roche Caiman Sports Complex | 19 avril 2015 (UTC+4) - Roche Caiman Sports Complex |
|  | Sénégal                                             | Sénégal       | 4             | 4             | Sénégal                       | Sénégal | 1 (1)                                               | 1 (1)                                               |                                                     |                                                     |
|  | 18 avril 2015                                       |               |               |               | Sénégal                       | Sénégal | 1 (1)                                               | 1 (1)                                               |                                                     |                                                     |
|  |                                                     |               | Madagascar    | Madagascar    | 1 (2)                         | 1 (2)   |                                                     |                                                     |                                                     |                                                     |
|  | Madagascar                                          | Madagascar    | Madagascar    | Madagascar    | 1 (2)                         | 1 (2)   | 4 (3)                                               | 4 (3)                                               |                                                     |                                                     |
|  | Madagascar                                          | Madagascar    |               |               |                               |         |                                                     | 4 (3)                                               |                                                     |                                                     |
|  | Côte d'Ivoire                                       | Côte d'Ivoire | 4 (2)         | 4 (2)         |                               |         |                                                     |                                                     |                                                     |                                                     |
|  | Côte d'Ivoire                                       | Côte d'Ivoire | 4 (2)         | 4 (2)         | Match pour la troisième place |         |                                                     |                                                     |                                                     |                                                     |
|  |                                                     |               |               |               |                               |         |                                                     |                                                     |                                                     |                                                     |
|  | 19 avril 2015 (UTC+4) - Roche Caiman Sports Complex |               |               |               |                               |         |                                                     |                                                     |                                                     |                                                     |
|  | Nigeria                                             | Nigeria       | 9             | 9             |                               |         |                                                     |                                                     |                                                     |                                                     |
|  | Nigeria                                             | Nigeria       | 9             | 9             |                               |         |                                                     |                                                     |                                                     |                                                     |
|  | Côte d'Ivoire                                       | Côte d'Ivoire | 1             | 1             |                               |         |                                                     |                                                     |                                                     |                                                     |
|  | Côte d'Ivoire                                       | Côte d'Ivoire | 1             | 1             |                               |         |                                                     |                                                     |                                                     |                                                     |

#### Demi-finales
| 18 décembre 2015 | Nigeria | 3 – 4 | Sénégal | Roche Caiman Sports Complex, Roche Caiman |
| 17 h 30 UTC+4    |         |       |         |                                           |

| 18 avril 2015 | Madagascar      | 4 – 4 | Côte d'Ivoire | Roche Caiman Sports Complex, Roche Caiman |
| 18 h 45 UTC+4 |                 |       |               |                                           |
|               | Tirs au but 3-2 |       |               |                                           |

#### Match pour la troisième place
| 19 avril 2015 | Nigeria | 9 – 1 | Côte d'Ivoire | Roche Caiman Sports Complex, Roche Caiman |
| 15 h 0 UTC+4  |         |       |               |                                           |

#### Finale
| 19 avril 2015 | Madagascar      | 1 – 1 | Sénégal | Roche Caiman Sports Complex, Roche Caiman |
| 18 h 45 UTC+4 |                 |       |         |                                           |
|               | Tirs au but 1—2 |       |         |                                           |